# Europabanan
|  | Unknown BSicon "exLSTR" |

| Unknown BSicon "STR+r" | Unknown BSicon "exSTR" |  |

| Station on track | Unknown BSicon "exLSTR" |  |

| Unknown BSicon "ABZgl" | Unknown BSicon "xKRZo" | Unknown BSicon "LSTRq" |

| Unknown BSicon "LSTR" | Unknown BSicon "exBHF" |  |

| Unknown BSicon "eKRZo" | Unknown BSicon "exABZgr" |  |

| Unknown BSicon "LSTR" | Unknown BSicon "exSTR" |  |

| Stop on track | Unknown BSicon "exSTR" |  |

| Unknown BSicon "LSTR" | Unknown BSicon "exSTR" |  |

| Unknown BSicon "ABZg+l" | Unknown BSicon "xKRZo" | Unknown BSicon "LSTRq" |

| Stop on track | Unknown BSicon "exSTR" |  |

| Unknown BSicon "LSTR" | Unknown BSicon "exSTR" |  |

| Unknown BSicon "ABZg+r" | Unknown BSicon "exSTR" |  |

| One way leftward | Unknown BSicon "xABZg+r" |  |

|  | Station on track |

|  | Unknown BSicon "ABZgl" | Unknown BSicon "LSTRq" |

| Unknown BSicon "LSTRq" | Unknown BSicon "xABZgr" |  |

|  | Unknown BSicon "exSTR" |

| Unknown BSicon "LSTRq" | Unknown BSicon "xABZg+r" |  |

|  | Station on track |

| Unknown BSicon "LSTRq" | Unknown BSicon "xABZg+r" |  |

|  | Station on track |

|  | Station on track |

|  | Unknown BSicon "hKRZWae" |

| Unknown BSicon "LSTRq" | Unknown BSicon "TBHF" | One way rightward |

|  | Unknown BSicon "LSTR" |

|  | Unknown BSicon "exLSTR" |

| Unknown BSicon "STR+r" | Unknown BSicon "exSTR" |  |

| Station on track | Unknown BSicon "exLSTR" |  |

| Unknown BSicon "ABZgl" | Unknown BSicon "xKRZo" | Unknown BSicon "LSTRq" |

| Unknown BSicon "LSTR" | Unknown BSicon "exBHF" |  |

| Unknown BSicon "eKRZo" | Unknown BSicon "exABZgr" |  |

| Unknown BSicon "LSTR" | Unknown BSicon "exSTR" |  |

| Stop on track | Unknown BSicon "exSTR" |  |

| Unknown BSicon "LSTR" | Unknown BSicon "exSTR" |  |

| Unknown BSicon "ABZg+l" | Unknown BSicon "xKRZo" | Unknown BSicon "LSTRq" |

| Stop on track | Unknown BSicon "exSTR" |  |

| Unknown BSicon "LSTR" | Unknown BSicon "exSTR" |  |

| Unknown BSicon "ABZg+r" | Unknown BSicon "exSTR" |  |

| One way leftward | Unknown BSicon "xABZg+r" |  |

|  | Station on track |

|  | Unknown BSicon "ABZgl" | Unknown BSicon "LSTRq" |

| Unknown BSicon "LSTRq" | Unknown BSicon "xABZgr" |  |

|  | Unknown BSicon "exSTR" |

| Unknown BSicon "LSTRq" | Unknown BSicon "xABZg+r" |  |

|  | Station on track |

| Unknown BSicon "LSTRq" | Unknown BSicon "xABZg+r" |  |

|  | Station on track |

|  | Station on track |

|  | Unknown BSicon "hKRZWae" |

| Unknown BSicon "LSTRq" | Unknown BSicon "TBHF" | One way rightward |

|  | Unknown BSicon "LSTR" |

Europabanan[källa behövs] var en planerad järnväg mellan Jönköping och Köpenhamn via Värnamo, Hässleholm, Lund och Malmö. En förstudie hade utförts och 2016 höll man på med en åtgärdsvalsstudie.
Den var planerad att gå från Jönköping via nämnda kommuner för att sedan gå till Danmark via befintliga Öresundsförbindelsen Malmö−Köpenhamns flygplats−Köpenhamn. Mellan Stockholm och Jönköping var tanken att använda Ostlänken och den då planerade Götalandsbanan.
Den nya banan var tänkt att byggas för mycket höga hastigheter, upp till 320 km/h med kurvradier på minst 4700 meter (3200 för 250 km/h). Banan skulle, med föreslagen sträckning, ha lutningar på upp till 35 promille.
Banan var inte tänkt för godståg, främst eftersom de inte passar in i trafikrytmen men också för att de är för tunga, vilket leder till slitage, samt att så branta lutningar som 35 promille inte passar för tung godstrafik. Möjligen kunde lätta och snabba godståg, som posttåg, ha nyttjat Europabanan på natten. Vanliga godståg skulle även i fortsättningen använda de banor där de går idag, bland annat Södra stambanan.
Med Europabanan kunde Lund−Jönköping avverkas på ca 60 min.
Under 2015–2017 genomfördes det statliga projektet Sverigeförhandlingen med deltagande av staten, landsting, kommuner och näringsliv. Projektet genomförde studier och förhandlingar avseende trafikunderlag, dragning, stationer och deras lägen samt finansiering, på Götalandsbanan och Europabanan. Ett resultat av Sverigeförhandlingen blev att höghastighetsjärnväg planeras att byggas mellan Jönköping och Lund via Hässleholm (dvs inte via Helsingborg), med en planerad mellanliggande station även i Värnamo.[källa behövs]
Efter att regeringen Kristensson tillträtt bestämdes det i budgetpropositionen för 2023 att avbryta planeringen för sträckorna Linköping - Borås/Hässleholm via Jönköping. Citat från Infrastruktur- och bostadsminister Andreas Carlsson säger "Regeringen vill att de satsningar som görs på järnväg i första hand ska underlätta för arbetspendling och godstrafik eftersom det främjar jobb och tillväxt. Vår inriktning är att de järnvägssatsningar som görs ska vara mer kostnadseffektiva än om den ursprungliga planen för nya stambanor för höghastighetståg hade fullföljt."

## Historisk bakgrund

### Kommunerna drev på
Idén drevs via ett påtryckningsprojekt, kallat Europakorridoren, som startades 1993 av kommunerna Helsingborg, Jönköping, Ljungby och Värnamo, efter att Statens Järnvägar (SJ) 1992 föreslagit en ny järnväg mellan Jönköping och Helsingborg. Projektets mål är att påverka etableringen av en ny järnvägsförbindelse för höghastighetståg mellan Stockholm och Hamburg, kallad Europabanan.[källa behövs] Projektet har tilldragit sig allt större stöd och 2001 slogs Europakorridoren och Götalandsbanan ihop som lobbyprojekt. 2006 hade projektet stöd från 40 olika aktörer, från kommuner och landsting till handelskammare och företag.

### Banverkets tidigare studier
I maj 2006 presenterade Banverket en idéstudie av projektet och i infrastrukturpropositionen 2005 angav regeringen att man kan inleda förberedelser för ett nytt järnvägssystem senast 2015.
Banverket skrev under 2007 att Europakorridoren från Linköping till Skåne inte är samhällsekonomiskt försvarbar och därför ligger man lågt i planeringen. Däremot kan Götalandsbanan gå att försvara och den kan komma att byggas under 2020-talet.
Trafikverket menar ifråga om Hallandsåsen att andra hänsyn kan tala för byggandet trots dålig lönsamhet och att kalkylmodellerna dessutom missgynnar stora projekt med mer långsiktiga effekter.
I februari 2008 ändrades premisserna då Klimatberedningen rekommenderade en utökning av järnvägskapaciteten med 50 % fram till 2020, däribland en satsning på höghastighetståg som ersättning för flygtrafik. Bland de projekt som nämndes var Europabanan mellan Helsingborg och Jönköping samt Ostlänken mellan Stockholm och Linköping.

## Bortvalda alternativ
|  | Unknown BSicon "exLSTR" |

| Station on track | Unknown BSicon "exLSTR" |  |

| Unknown BSicon "ABZgl" | Unknown BSicon "xKRZo" | Unknown BSicon "LSTRq" |

| Unknown BSicon "LSTR" | Unknown BSicon "exBHF" |  |

| Unknown BSicon "eKRZo" | Unknown BSicon "exABZgr" |  |

| Unknown BSicon "LSTR" | Unknown BSicon "exSTR" |  |

| Stop on track | Unknown BSicon "exSTR" |  |

| Unknown BSicon "LSTR" | Unknown BSicon "exSTR" |  |

| Unknown BSicon "ABZg+l" | Unknown BSicon "xKRZo" | Unknown BSicon "LSTRq" |

| Stop on track | Unknown BSicon "exSTR" |  |

| Unknown BSicon "LSTR" | Unknown BSicon "exSTR" |  |

| Unknown BSicon "ABZg+r" | Unknown BSicon "exSTR" |  |

| One way leftward | Unknown BSicon "xABZg+r" |  |

|  | Station on track |

|  | Unknown BSicon "ABZgl" | Unknown BSicon "LSTRq" |

| Unknown BSicon "LSTRq" | Unknown BSicon "xABZgr" |  |

|  | Unknown BSicon "exSTR" |

|  | Unknown BSicon "exBHF" |

|  | Unknown BSicon "exABZgl" | Unknown BSicon "exSTR+r" |

| Unknown BSicon "LSTRq" | Unknown BSicon "xKRZo" | Unknown BSicon "xABZg+r" |

|  | Unknown BSicon "exABZg+l" | Unknown BSicon "TBHF" |

|  | Unknown BSicon "tBHF" | Straight track |

| Unknown BSicon "LSTRq" | Unknown BSicon "xABZg+r" | Straight track |

|  | Unknown BSicon "tSTRa" | Straight track |

|  | Unknown BSicon "tBHF" | Straight track |

|  | Unknown BSicon "tKRZW" | Straight track |

|  | Unknown BSicon "tBHF" | Straight track |

|  | Unknown BSicon "extSTRe" | Station on track |

|  | Unknown BSicon "exTUNNEL2" | Unknown BSicon "hKRZWae" |

| Unknown BSicon "LSTRq" | Unknown BSicon "TBHF" | One way rightward |

|  | Unknown BSicon "LSTR" |

|  | Unknown BSicon "exLSTR" |

| Station on track | Unknown BSicon "exLSTR" |  |

| Unknown BSicon "ABZgl" | Unknown BSicon "xKRZo" | Unknown BSicon "LSTRq" |

| Unknown BSicon "LSTR" | Unknown BSicon "exBHF" |  |

| Unknown BSicon "eKRZo" | Unknown BSicon "exABZgr" |  |

| Unknown BSicon "LSTR" | Unknown BSicon "exSTR" |  |

| Stop on track | Unknown BSicon "exSTR" |  |

| Unknown BSicon "LSTR" | Unknown BSicon "exSTR" |  |

| Unknown BSicon "ABZg+l" | Unknown BSicon "xKRZo" | Unknown BSicon "LSTRq" |

| Stop on track | Unknown BSicon "exSTR" |  |

| Unknown BSicon "LSTR" | Unknown BSicon "exSTR" |  |

| Unknown BSicon "ABZg+r" | Unknown BSicon "exSTR" |  |

| One way leftward | Unknown BSicon "xABZg+r" |  |

|  | Station on track |

|  | Unknown BSicon "ABZgl" | Unknown BSicon "LSTRq" |

| Unknown BSicon "LSTRq" | Unknown BSicon "xABZgr" |  |

|  | Unknown BSicon "exSTR" |

|  | Unknown BSicon "exBHF" |

|  | Unknown BSicon "exABZgl" | Unknown BSicon "exSTR+r" |

| Unknown BSicon "LSTRq" | Unknown BSicon "xKRZo" | Unknown BSicon "xABZg+r" |

|  | Unknown BSicon "exABZg+l" | Unknown BSicon "TBHF" |

|  | Unknown BSicon "tBHF" | Straight track |

| Unknown BSicon "LSTRq" | Unknown BSicon "xABZg+r" | Straight track |

|  | Unknown BSicon "tSTRa" | Straight track |

|  | Unknown BSicon "tBHF" | Straight track |

|  | Unknown BSicon "tKRZW" | Straight track |

|  | Unknown BSicon "tBHF" | Straight track |

|  | Unknown BSicon "extSTRe" | Station on track |

|  | Unknown BSicon "exTUNNEL2" | Unknown BSicon "hKRZWae" |

| Unknown BSicon "LSTRq" | Unknown BSicon "TBHF" | One way rightward |

|  | Unknown BSicon "LSTR" |

### Andra sträckor

#### Via Växjö istället
En annan möjlig sträckning är via Jönköping och Växjö. SJ:s planeringschef Thomas Weibull har ställt sig bakom en sträckning från Jönköping via Växjö och Kristianstad. "Det skulle placera stora orter vid Europabanan. Det skulle dessutom ge bonuseffekter. I Skåne har ju regionaltågen länge behövt en diagonalbana från Lund till Kristianstad", säger Weibull, som ifrågasätter att en framtida höghastighetsbana byggs via Helsingborg. Enligt Weibull bör framtidens snabbtåg gå via Malmö, Lund, Kristianstad och Växjö. Med denna lösning blir sträckan Jönköping−Köpenhamn 34 mil, 6 mil längre än via Helsingborg. Weibulls uttalande har dock senare förnekats av SJ, där man säger sig stödja det förslag som finns.

#### Ny höghastighetsbana isödra stambanestråket
Det har föreslagits att höghastighetsbanan ska byggas i samma stråk som Södra stambanan.
Fördelen med denna lösning är att restiderna Stockholm-Malmö-Köpenhamn minimeras (en rapport från WSP anger en restid på 2:33 mellan Stockholm och Malmö, med flera stopp däremellan). Banan kan byggas ut etappvis, och varje etapp kan nyttiggöras direkt, genom de nära anslutningarna till Södra stambanan.
Nackdelen är, analogt med sträckan Jönköping−Helsingborg, att inga större orter angörs mellan Lund och Linköping, samt att inga nya förbindelser skapas. Nässjö/Alvesta har redan bra tågförbindelser. Trafiken på Södra stambanan skulle också störas av bygget.
Flera kommuner och regioner i Sydsverige har gått ihop i lobbyistnätverket Stambanan.com och driver linjen att detta alternativ är att föredra. Dessa anhängare menar också att hela södra Sverige skulle få nytta av höghastighetsbanans effekter, medan Jönköping-Helsingborg-alternativet inte på samma sätt skulle gynna sydöstra Sverige.[källa behövs]

#### Jönköping-Halmstad
Ytterligare ett förslag är att istället bygga höghastighetsbana mellan Jönköping och Halmstad, där anslutning till Västkustbanan skulle kunna göras. Detta skulle innebära att en kortare sträcka ny järnväg behöver byggas än i andra förslag.
Avståndet Stockholm–Malmö Stockholm–Köpenhamn skulle dock förlängas, jämfört med andra förslag, och i ännu högre grad restiden, eftersom sträckan Halmstad–Helsingborg inte passar för högre hastigheter än 250 km/h. Bland annat för kurvornas skull och för att det ska gå tät godstrafik där när Hallandsåstunneln är klar, och tät annan persontrafik. Hur man skulle passera Hallandsåsen med ytterligare två spår för tåg över 300 km/h är också en svår nöt att knäcka, med tanke på de tidigare problemen här.[källa behövs]

#### Jönköping-Helsingborg-Köpenhamn

##### Jönköping-Helsingborg
En sträckning som tidigare varit ett alternativ är: Jönköping−Köpenhamn via en ny järnvägstunnel mellan Helsingborg och Helsingör, söderut till Köpenhamn. Sträckan Ljungby–Helsingborg–Köpenhamn har dock valts bort. Detta för att Danmarks politiker inte velat finansiera en järnväg Helsingör-Köpenhamn.[källa behövs]
En variant är en ny sidobana Markaryd-Hässleholm där tåg Stockholm-Malmö kan gå för att sedan fortsätta på den existerande, eventuellt uppsnabbade Södra stambanan. Ett något mer västligt alternativ är via Tyringe, vilket skulle kunna samordnas med höghastighetståg på sträckan Oslo-Göteborg-Köpenhamn (via Malmö).

##### Helsingborg-Köpenhamn
En ny järnvägstunnelförbindelse under Öresund, bestående av två persontågstunnlar och en godstågstunnel, beräknas av Helsingborgs stad kosta ungefär 5 miljarder kronor, exklusive de 2 miljarder i beräknade kostnader för Södertunneln som staden själv finansierar. Många boende i Danmark längs Själlands östkust protesterade[källa behövs] och fick stoppat sådana planer när Öresundsbron planerades, den byggdes ju mot Malmö istället. Lösningen med en HH-tunnel och utbyggnad av linjen Helsingör−Köpenhamn stöds däremot av den danska motsvarigheten till SJ, DSB.[källa behövs] Dock ligger prioriteringen i nuläget[när?] på de södergående banorna från Köpenhamn sett, som ska sammanbinda Köpenhamn bättre med västra Danmark, och senare med Tyskland via den planerade Fehmarn Bält-förbindelsen.
I Helsingborg planeras det för två tunnlar, en norrut, Tågaborgstunneln, och en söderut, Södertunneln. Tågaborgstunneln är ett av alternativen i utbyggnaden av Västkustbanan till två spår mellan Helsingborg och Ängelholm.
Det finns behov av att kunna köra tung godstrafik, i varje fall i tunneln Helsingborg−Helsingör, eftersom Öresundsbron redan är hårt belastad av regionaltåg (med ända upp till nio vagnar per tåg), och prognoser talar om ökning. Det innebär dyrare och längre tunnel på grund av mindre maximal lutning. Eventuellt kan man behöva bygga ett separat tredje tunnelrör för godståg. Tunneln kommer också att trafikeras av regionala persontåg (Öresundståg) alldeles oavsett om den trafikeras av höghastighetståg eller inte. Godståg och höghastighetståg måste fortsätta söder om Helsingör, troligen på en ny bana eftersom den nuvarande danska Kystbanen är belastad av regionaltåg och går genom många tätorter, och den gamla godsbanan i västra Köpenhamn är ombyggd till pendeltågsbana. Det begränsar hastigheten för persontåg.

### Bygga utSödra stambanantill 250 km/h
Ett billigare alternativ är att bygga ut Södra stambanan till 250 km/h.[källa behövs] En sådan höjning av hastigheten har planerats, men om man beslutar att bygga Europabanan blir det troligen inte av, eftersom det onödigt dyrt att bygga två parallella höghastighetetssträckor. Genom bygga fler förbifartssträckor med fyrspår kan godstågen köras om, och persontågen hålla högre medelhastighet. Sträckan Lund-Malmö har redan (2009) en delsträcka fyrspår och ska få det längs större delen av sträckan till 2023. Sträckan Nässjö-Malmö har restiden 1:50 (medelfart 140 km/h). Restiden kan efter hastighetshöjningen bli 1:35 (medelfart 170 km/h). Sträckan Linköping-Nässjö är långsammare idag, men ska byggas om i samband med Götalandsbanan. När Ostlänken är byggd kan restiden Stockholm-Malmö bli runt 3:10 samt 3:40 till Köpenhamn.[källa behövs]
Nackdelen är att restiden inte blir så kort Stockholm−Köpenhamn som med en helt ny höghastighetsbana. Många av flygresenärerna på sträckan Stockholm-Köpenhamn byter till/från andra flyg på Kastrup och det är svårt att locka dessa till tåg med 3:25 i restid (plus eventuella förseningar), när de ändå ska till Kastrup och flyget tar cirka 2 timmar med incheckningstid . Vid enbart en hastighetshöjning av Södra stambanans befintliga två spår kommer inte heller de fördelar som en separering av gods- och persontrafiken ger bli av. Sträckan Mjölby−Malmö på Södra stambanan är mycket viktig för godstrafiken. 
Under 2010−2015 har flera nya lokaltågsstationer byggts på sträckan, och tillhörande tåg är i vägen så att fler spår behövs för att få högre hastighet på fjärrtågen.[källa behövs] Fler spår kostar mycket och orsakar störningar på trafiken medan de byggs. Då kan det finnas fördelar med att istället bygga en ny sträckning, eftersom orterna längs den nya sträckningen då får bättre förbindelser vilket ökar nyttan med ett nybygge (de befintliga orterna längs banan, Nässjö och Alvesta, har redan bra förbindelser, medan andra orter inte får någon stor fördel av en snabbare Södra stambanan).